# Lethyna aequabilis
Lethyna aequabilis är en tvåvingeart som beskrevs av Munro 1957. Lethyna aequabilis ingår i släktet Lethyna och familjen borrflugor. Inga underarter finns listade i Catalogue of Life.